# Les Comelles (Manresa)
Les Comelles és una muntanya de 380 metres que es troba al municipi de Manresa, a la comarca catalana del Bages.
Al cim podem trobar-hi un vèrtex geodèsic (referència 281111001).